# Przewodnictwo elektronowe
Przewodnictwo elektronowe (przewodnictwo typu n) – rodzaj przewodnictwa elektrycznego, w którym nośnikiem ładunku elektrycznego są elektrony. W modelu pasmowym krystalicznych ciał stałych zjawisko polegające na tym, że elektrony zajmujące stany kwantowe w obrębie pasma przewodnictwa przesuwają się do sąsiednich nieobsadzonych stanów kwantowych w obrębie tego pasma, w kierunku przeciwnym do kierunku wektora pola elektrycznego.
Przewodnictwo elektronowe wykazują:
- metale,
- półprzewodniki,
- izolatory, np. dielektryki stałe,
- ciecze i gazy.

## Przewodnictwo elektronowe w metalach
W metalach elektrony przewodnictwa stanowią elektrony walencyjne poszczególnych atomów. W sieci krystalicznej odrywają się one od swoich atomów i zaczynają swobodnie poruszać się w całej objętości metalu, tworząc tzw. gaz elektronowy. Koncentracja elektronów przewodnictwa w metalach nie zależy od temperatury, natomiast ruchliwość elektronów maleje ze wzrostem temperatury (wskutek swoistego tarcia spowodowanego zderzeniami elektronów z drgającą nieharmonicznie siecią krystaliczną), co w konsekwencji powoduje zmniejszenie przewodnictwa elektrycznego właściwego. Dla metali spełnione jest prawo Ohma.